# چاه سون کیت
چاه سون کیت (انگلیسی: Cheah Soon Kit؛ زادهٔ ۹ ژانویهٔ ۱۹۶۸) بدمینتون‌باز اهل مالزی است.